# Laser aviotrasportato
Il sistema d'arma noto come laser aviotrasportato (in inglese Air Borne Laser o ABL), è stato ipotizzato sin dall'invenzione del laser, principalmente come un mezzo per distruggere altri velivoli. Sono allo studio prototipi come il Boeing YAL-1 che sono stati progettati con lo scopo di distruggere missili balistici IRBM, ICBM oppure SRBM durante la fase di spinta (fase di boost).
Altri laser, di bassa potenza, vengono aerotrasportati ed impiegati in ricerche meteorologiche, per lo studio dell'alta atmosfera (al di sopra dei 15 km), oppure nel telescopio ad ottiche adattative aviotrasportato (specialmente impiegato per lo studio dell'infrarosso, molto assorbito dalla troposfera) per creare una "stella artificiale" che permette di correggere quasi istantaneamente ogni deformazione indotta dagli strati superiori della stratosfera.

## Vantaggi
Il vantaggio più importante ipotizzato è quello della distruzione quasi "istantanea" dei bersagli nemici, che comporta l'impossibilità da parte di questi di ricorrere a qualsiasi manovra evasiva oppure ad attivare contromisure elettroniche, oppure contromisure fisiche, come il lancio di chaff, flare o decoy.
Alla velocità della luce nell'atmosfera terrestre (300.000 km/s) il tempo di "impatto" del raggio contro un oggetto a 300 km di distanza è pari a soltanto 1 millesimo di secondo. Anche se si ritiene che per indebolire le lamiere di alluminio (di spessore da 2 a 6 mm) il raggio dovrà essere "puntato" sul bersaglio per qualche secondo o decimi di secondo.
Nei confronti dei piloti d'aereo, sarebbe molto efficace l'azione accecante ed ustionante nonché forse fisicamente incendiante sulla pelle, capelli ed indumenti del pilota.
Nei confronti dei missili balistici, l'impiego del laser ABM aviotrasportato renderebbe possibile l'intercettazione del missile durante la "fase di boost" (Da 100 a 600 secondi dopo il lancio, quando è più lento, più brillante, più vulnerabile e, in alcuni casi, più "pagante", perché come nei missili MIRVed porta più testate) all'interno del territorio nemico, senza sorvolarlo. Questo si applicherebbe soltanto a medi territori come l'Iran, la Corea del nord oppure le zone marittime preferenziali di stanza dei sommergibili strategici con missili SLBM.

## Svantaggi
Assorbimento atmosferico: uno svantaggio dell'impiego di laser alla lunghezza d'onda della luce infrarossa, visibile e dell'ultravioletto è quello dell'assorbimento della radiazione da parte delle molecole di vapore d'acqua e di ogni tipo di nuvola, nebbia, pioggia o foschia che si trovi attorno alla fonte del raggio oppure al suo bersaglio. Sotto questo punto di vista, ogni tipo di missile da crociera (con traiettoria di volo a quote < 100 m) sembrerebbe molto spesso immune all'attacco con laser aviotrasportati.
Bassa efficacia ed efficienza contro le testate: l'azione del laser prevede l'indebolimento del sottile strato di alluminio del serbatoio che contiene i propellenti del missile, e l'ignizione con liberazione ed esplosione incontrollata del carburante ivi contenuto. Le testate da guerra dei missili, spesso coperte da "coni" in relativamente pesante e costoso titanio, molto spessi e resistenti al calore, sembrano bersagli poco vulnerabili all'azione dei laser. Inoltre è tecnicamente possibile e militarmente plausibile che durante il "volo" esoatmosferico il missile automaticamente rilasci come copertura-inganno molti leggerissimi palloni in mylar che maschererebbero le "vere" testate.
Geometria terrestre: un altro svantaggio è quello geometrico dato dalla curvatura della Terra che fa sì che due oggetti in volo (ad altezze di circa 15 km) che si trovino a distanze superiori ai 500 km, anche alle altezze relativamente elevate della stratosfera, non siano in reciproca "vista" e "linea di tiro", l'uno dall'altro, perché da un punto di vista puramente geometrico, si interpone tra di loro la piuttosto densa bassa atmosfera terrestre, per non menzionare la superficie terrestre con le sue montagne.
Richieste energetiche: è stato stimato che un laser, per essere veramente efficace nel provocare (in un tempo ragionevole) un indebolimento strutturale critico al suo bersaglio, debba comportare un consumo energetico dell'ordine del megawatt. Benché attualmente siano disponibili potenti laser alimentati chimicamente come il COIL, le loro richieste comportano una grande massa, un grande volume ed una bassa autonomia come "numero di colpi disponibili". Forse in futuro il problema verrà ovviato da un'ipotetica alimentazione del laser con energia proveniente dal reattore nucleare a fissione oppure a fusione di dimensioni e peso contenuti tali da renderli aviotrasportabili.

## Sistemi laser aviotrasportati in corso di sviluppo
- Beriev A-60 (Prototipo dell'era sovietica)
- Boeing YAL-1 (Prototipo USA, primo volo nel 2002, attualmente un programma sospeso per gravi insufficienze)[1]

## Sistemi laser "portatili" in corso di sviluppo
Nell'agosto 2008, il conglomerato aerospaziale Northrop Grumman Corporation ha consegnato all'USAF il primo modello del laser "Vesta II", laser ad alta energia (da 15 kW), reso di dimensioni e peso ridotti tanto da renderlo portatile in piccoli aeromobili (come i caccia F-15 Eagle), capace di accecare e/o abbattere missili a guida infrarossa, visibile e/o ultravioletti puntati contro l'aereo in questione.